# Ute Haug
Ute Haug (geboren 1966 in Memmingen) ist eine deutsche Kunsthistorikerin und Provenienzforscherin.

## Werdegang
Aufgewachsen in München und Erftstadt studierte Ute Haug Kunstgeschichte, Baugeschichte und Geschichte an der RWTH Aachen und der Universität Florenz. Im Jahr 1998 verfasste sie eine Dissertation über den Kölnischen Kunstverein im Nationalsozialismus.
Nach einem Volontariat im Museum Schloss Moyland bei Bedburg-Hau war sie ab 2000 zunächst als Provenienzforscherin auf Projektbasis an der Hamburger Kunsthalle unter dem damaligen Kunsthallendirektor Uwe M. Schneede tätig. Später übernahm sie die Leitung der Abteilung Provenienzforschung und Sammlungsgeschichte und wurde damit Deutschlands erste fest angestellte Provenienzforscherin.
Uta Haug war 2000 bzw. 2014 Mitgründerin und Vorsitzende des Arbeitskreises Provenienzforschung e.V., eines internationalen Netzwerks, dem über 400 Forschende angeschlossen sind. Zudem war sie Deutschen Zentrums Kulturgutverluste 2015–2020 Kuratoriumsmitglied des Deutschen Zentrums Kulturgutverluste und 2018–2020 dessen Vorsitzende. Seit 2017 ist sie zudem als Lehrbeauftragte im Kunstgeschichtlichen Seminar an der Universität Hamburg tätig. 2022 erhielt Ute Haug für ihre Pionierarbeit in der Provenienzforschung und der Erforschung von Herkunft und Verbleib von NS-Raubkunst das Bundesverdienstkreuz am Bande.

## Schriften (Auswahl)
- Der Kölnische Kunstverein im Nationalsozialismus. Struktur und Entwicklung einer Kunstinstitution in der kulturpolitischen Landschaft des ‚Dritten Reichs‘. Rheinisch-Westfälischen Technische Hochschule, Aachen 1998 (Digitalisat auf d-nb.info, abgerufen am 23. Dezember 2023)
- Werke und Werte. Über das Handeln und Sammeln von Kunst im Nationalsozialismus (= Schriften der Forschungsstelle „Entartete Kunst“, 5). Akademie-Verlag, Berlin 2010, ISBN 978-3-05-004497-2.